# Parque provincial Aconcagua
El Parque Provincial Aconcagua se ubica en el noroeste de la provincia de Mendoza, departamento Las Heras, se encuentra a 165 km de la ciudad de Mendoza, y a 75 km de Uspallata, por la RN 7, que aloja al cerro Aconcagua, de 6962,8 msnm.
La cima del monte se encuentra a 12 kilómetros de la frontera con Chile, y a 18 kilómetros de la ruta internacional. Lo circundan por el norte y el sudoeste la quebrada y el valle de los Horcones, que sirven de lecho al río del mismo nombre; por el Sur, la quebrada de Horcones Inferior; por el norte y el este el valle de las Vacas. 
En 1983 fue declarado «área natural protegida». Es una de las 17 reservas naturales que forman el sistema de áreas naturales protegidas de la provincia de Mendoza. 
El parque alberga grandes glaciares, que actúan como una reserva hídrica. Se encuentran importantes sitios arqueológicos. Es el escenario preferido para los andinistas.

## Geografía

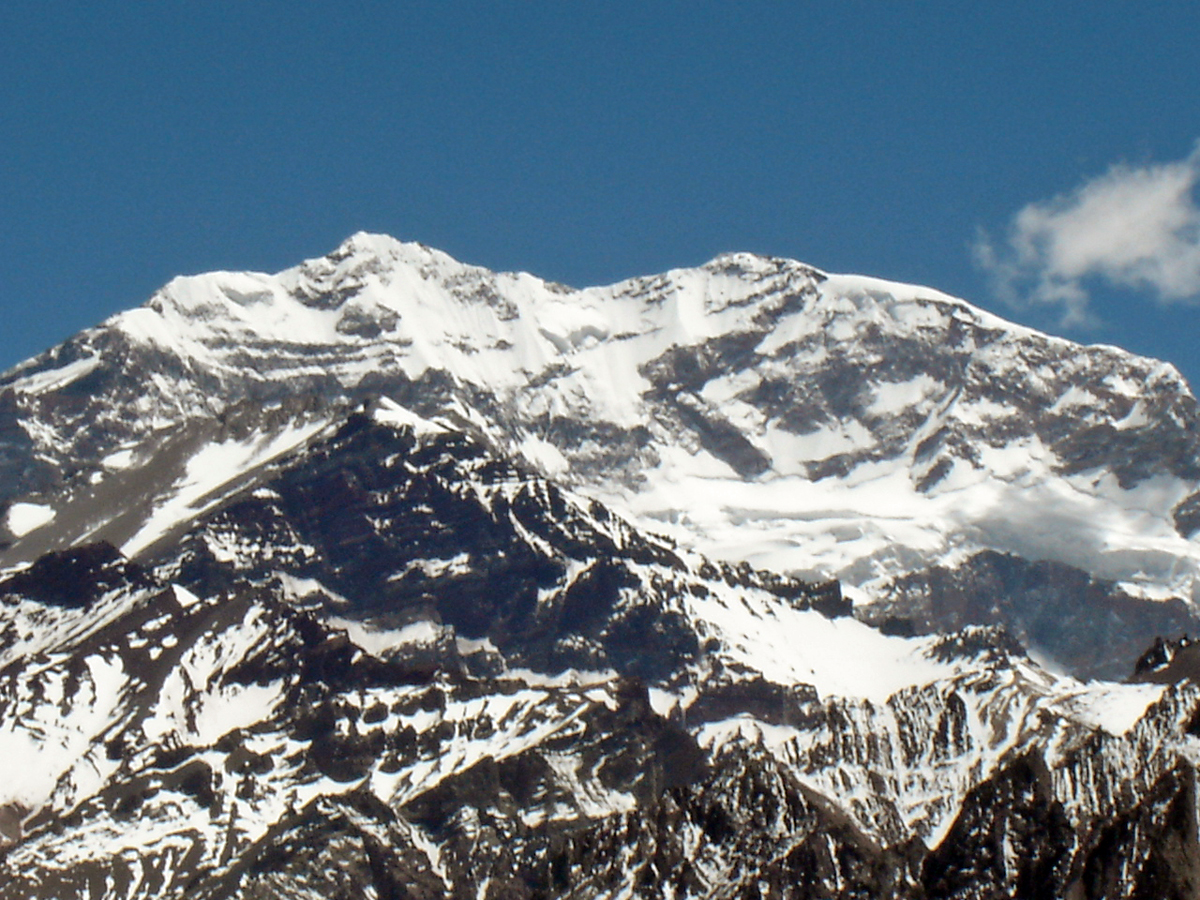
Cumbre del Aconcagua.

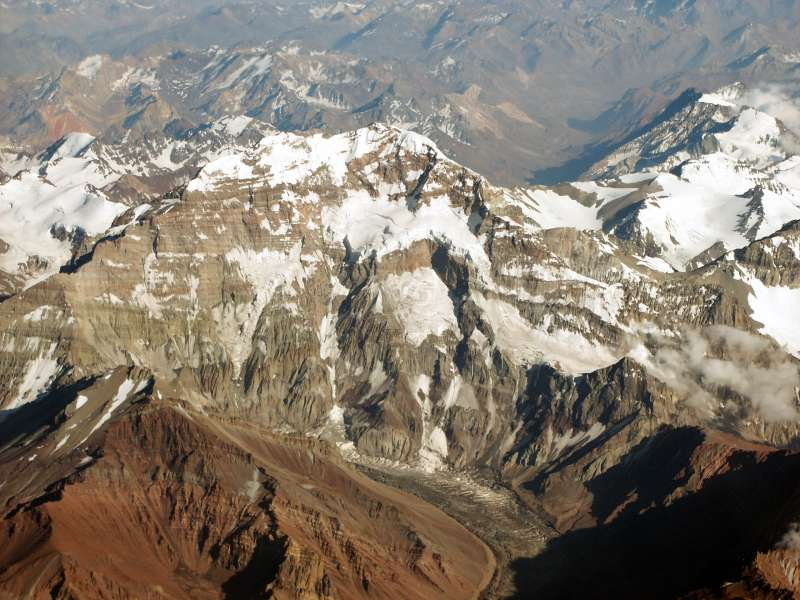
Vista aérea de la cima del cerro.

- Área: 65 690 ha, y junto al Aconcagua, se alza un conjunto de nevados que superan los 5000 msnm: Dedos, Tolosa, México, Almacenes, Ameguino, Cuerno, Pan de Azúcar, Cúpula Güssfeldt, La Mano y Catedral.

- El Aconcagua, Atalaya o Centinela de Piedra (vocablo quechua), muestra flancos imponentes, ventisqueros, agujas o penitentes de hielo, grandes acarreos, ríos subterráneos, arroyos, glaciares colgantes, y nieves eternas.

En el cerro Aconcagua la humedad relativa es escasa y la presión de oxígeno también disminuye por la misma razón. Los vientos producen zonas de baja presión que intensifican estos efectos. Debe tenerse en cuenta que los Campos Base, desde los cuales se inicia el ascenso, se encuentran a más de 4200 m s. n. m.
- 1883, el alemán Paul Güssfeldt, en condiciones adversas, llegó a los 6560 msnm

- 14 de enero de 1897, el suizo Mathias Zurbriggen, alcanza la cumbre.

## Relieve
La constitución geológica-estructural de la cordillera es compleja y para su análisis permite ser dividida en tres partes suficientemente diferenciadas. Una de ellas es la que se extiende aproximadamente entre los paralelos 28º y 34º, porción que a su vez puede subdividirse en dos cordones paralelos, uno oriental que se denomina Cordillera Frontal y otro occidental, donde se encuentra el Parque Provincial Aconcagua, que lleva por nombre Cordillera Principal o del Límite, que posee unos 70 km de ancho al sur del río Diamante y va estrechándose hacia el norte, donde solo alcanza los 30 km en la región del Parque prospectado. Es significativo aclarar que estas dos cadenas no poseen una división bien definida entre ellas, a excepción de unos pequeños trechos, y que ambas secciones están perfectamente unidas entre sí. La principal diferencia que existe entre ellas es el tipo de rocas que la componen. La Cordillera Principal está formada por capas de sedimentos marinos con fósiles de edad jurásica y cretácica y del lado occidental rocas piroclásicas (González Bonorino, 1958). A la vez la separan de la Precordillera – una formación montañosa distinta- varios valles que a la altura del área prospectada es el de Uspallata el que cumple ese fin.
El cerro Aconcagua está situado en extremo sur de la cadena denominada los Penitentes, y con sus 6960,8 msnm, se lleva el atributo del ser la mayor elevación del mundo fuera del sistema de los Himalayas. Su gran altura, como la de otros cerros próximos, no corresponde a estructuras volcánicas activas como el Tupungato, sino que su altitud actual resulta del levantamiento tectónico de la cordillera. Lo custodian colosos de gran altura como el cerro Catedral al noroeste con 5200 msnm, el Cuerno (5450 msnm), Bonete (5100 msnm) y otros ubicados en el valle de los Horcones Superior. En el denominado valle de los Horcones Inferior se encuentran los cerros Ibáñez (5200 msnm), el cerro Mirador (5800 msnm) entre los de mayor altura. Entre los 27º y los 33º30’ no se observa vulcanismo cuaternario y la actividad sísmica se concentra en una franja delgada a lo largo del borde occidental, que coincide con la zona geotectónica más activa donde ocurren los grandes terremotos.
Una característica destacable es que solo las cumbres muy altas están cubiertas por glaciares, que tuvieron lugar durante una serie de avances ocurridos durante el Cuaternario, dado que el límite inferior de las nieves eternas es muy elevado debido a la aridez y la fuerte insolación. Esto da lugar a que se erijan los penitentes, formación muy característica de esta zona de los Andes, consistente en montículos de nieve de unos 3 metros de alto con aspecto de monjes, ocasionados por la fusión de las capas superficiales de nieve debida a la fuerte insolación que al formar surcos que se van ahondando con el paso del tiempo, queda la zona cubierta de esos agudos montículos alineados. Estas formaciones, por su aspecto, dan nombre a la cadena de elevaciones Los Penitentes. 
El avenamiento se produce en las altas cimas como el Aconcagua por una larga red a la que se agrega la fusión del hielo y la nieve, lo que forma un material muy denso que propicia los taludes de escombros en forma frecuente.
El «centinela de piedra», significado del origen de la palabra Aconcagua en lengua quichua, dista a unos 12 km de la frontera con la hermana República de Chile y sus coordenadas son 32° 39’ Lat.S y 70° 1’ Long. O. (Atlas I.G.M., 1998). Son 71 000 ha de ambiente seco, árido, de terreno montañoso con poca vegetación en las laderas y donde las estribaciones forman extensos cordones separados por enormes valles cuya altura a veces desciende hasta los 2000 m s. n. m. En la pared sur y también en la que mira al este el cerro Aconcagua presenta impactantes glaciares como el denominado Polaco que recorre esta ladera entre aproximadamente los 6900 y 5900 msnm, con una extensión cercana a las 700 ha y el Güssfeld, con bastante más extensión que el anterior. Uno de los mayores de la zona es el glaciar de La Vacas con casi 2000 ha. 
La acción glaciaria fue mucho mayor en el pasado y la geomorfología que se aprecia en la actualidad está modificada por la acción de procesos ulteriores como la remoción en masa y la acción fluvial. Los glaciares actuales de la zona cordillerana en general, que afectan por ende al Parque Provincial Aconcagua, se los clasifica como glaciares de valle, glaciares de montaña y manchones de nieve; estos, a su vez, pueden presentarse como descubiertos, cubiertos por detritos y glaciares de escombros.

## Hidrografía
Casi toda la red fluvial de Mendoza corresponde a la cuenca del Desaguadero formada por los ríos Mendoza, Tunuyán, Diamante y Atuel. Solo en la parte sur los ríos Barrancas y Grande que forman el Colorado, no integran la mencionada cuenca.
Todos estos cursos de agua nacen en la zona montañosa y descienden hasta las llanuras donde interrumpen sus cuencas debido al intenso aprovechamiento que se hace de los mismos para el riego. Son ríos antecedentes (que conservaron sus cursos desde antes de las formaciones orográficas) que atraviesan las montañas por medio de enormes gargantas erosionadas durante los movimientos terciarios y prácticamente muchos de ellos carecen de agua durante buena parte del año y con el deshielo primaveral sus cauces se hacen muy torrentosos.
El río Mendoza se forma de la unión de los ríos Tupungato y de las Cuevas y recibe las aguas de los arroyos Horcones, Santa María y del río Vacas que desciende del Aconcagua. Nótese la diferencia del caudal de un río que se alimenta de los deshielos como lo es el Mendoza, comparando su caudal medio, calculado en aproximadamente 55 m³/s, con los 750 m³/s que alcanza en el verano.
Al Parque Provincial Aconcagua lo circundan por el oeste y sudoeste el río de los Horcones que corre por el valle del mismo nombre y parte de los sectores norte y este el río de las Vacas. En las faldas del este nace el arroyo de los Relinchos, que alimenta luego de un breve recorrido, el río Vacas.
No existen lagos glaciarios y solo vemos algunos restos de ellos en forma de pequeñas cubetas en las altas montañas.
La Laguna de los Horcones es el espejo de agua más importante que posee el área preservada. Los glaciares, esas enormes masas de hielo que ocupan las partes más elevadas de los macizos tienen su máxima expresión en la unidad de conservación.
Dos se encuentran en la vertiente austral (ventisqueros Horcones inferior y Horcones superior) y los resultantes en las laderas Norte y Noreste, siendo el principal el de las Vacas, situado en cabecera del río homónimo.
En las paredes sur y este se destacan los ya mencionados Glaciar de los Polaco, de una superficie que alcanza las 700 hectáreas, y el glaciar Güssfeld con una superficie que supera las 1000 hectáreas.
..

## Clima
El clima que afecta el área protegida que analizamos se lo puede clasificar como Templado semiárido de montaña. Está caracterizado por la irregularidad del régimen pluvial del Atlántico que acusan las variaciones que, en este aspecto, sufre la zona por recibir influencia climática del dominio atlántico, con lluvias estivales, y del dominio pacífico con sus precipitaciones predominantemente invernales.
A pesar de la gran distancia que la separa del Atlántico, esta parte cordillerana recibe de ese sector la escasa humedad que se precipita generalmente en forma de grandes nevadas en las partes más elevadas, durante los meses de mayo a agosto mayoritariamente. Su frecuencia y magnitud decrecen hacia el este.
Desde el Pacífico el clima recibe la mayor influencia por la acción del anticiclón del Pacífico que genera vientos del oeste. Estos vientos se elevan y al chocar con los cerros de la cordillera se enfrían y precipitan su humedad en forma de nieve. La costa chilena es afectada por dos corrientes bien diferenciadas, la de Humbold, que es fría y baña las costas del sector norte, y la Patagónica, templada, las del sector sur. Ambas según la procedencia del viento influyen en el área aunque en mucho mayor medida los vientos sector del sector sudoeste.
En la cordillera la ascensión del aire se hace marcadamente a través de los valles y los faldeos de los cerros y por la baja presión que hay en las cumbres este aire asciende durante las tardes generalmente y forma cúmulos pero no llegan a producirse. De noche ocurre el fenómeno contrario y el viento sopla desde la cima hacia los valles.
Como todas las regiones con marcadas variaciones altitudinales, la temperatura es un factor climático totalmente dependiente de las mismas.
En toda la cordillera cuyana ocurren en invierno fuertes vientos fríos provenientes del sector oeste y sudoeste, que cuando soplan conjuntamente con nevadas se forma el tan temido viento blanco. Estos mismos vientos, bajo condiciones atmosféricas particulares, cruzan los Antes sufriendo bruscos cambios que los transforman al llegar a las zonas bajas en cálidos y secos, como ocurre con el folklórico viento zonda. 
En cuanto a las temperaturas del verano, hay que tener en cuenta que durante las noches, sobre los 5000 msnm los – 20 °C es un valor no excepcional y en la cima llega a los -30 C°. En Plaza de Mulas en momentos de mal tiempo se suelen registrar –18 C°. Durante el invierno la zona está muy cubierta de nieve y la temperatura raramente sobrepase los 0 C°

## Flora
La zona de ubicación del Parque Provincial Aconcagua permite clarificarlo fitogeográficamente según Cabrera (1976), en lo que él denomina provincia fitogeográfica altoandina, que abarca todas las altas montañas que se ubican al oeste de la Argentina desde el territorio boliviano hasta Tierra del Fuego. Según la latitud, este bioma esta sectorizado en distritos, denominándose distrito fitogeográfico altoandino cuyano al que ocupa los Andes de las provincias, de San Juan y Mendoza. En la zona de este parque, la clasificación realizada por PRODIA (1999) no difiere demasiado de la mencionada anteriormente.
En cualquier distrito fitogeográfico la vegetación está altamente influenciada por el clima, en este caso es el frío y seco de los Andes Mendocinos, por lo que predomina en las laderas escarpadas escasa vegetación arbustiva, achaparrada o rastrera, y en las zonas cercanas a las cimas, la vegetación dominante es la estepa arbustiva, baja y esparcida, con predominio de los iros, que son matas compactas de pastor duros, generalmente amarillentas, muchas veces pertenecientes a los géneros Stipa y Poa.
En las zonas más altas, hay generalmente, roquedales donde la hostilidad del clima impide el desarrollo de cualquier tipo de vegetación. Solo se observan algunos vegetales en las zonas húmedas que se forman por alguna oquedad del suelo o características del relieve que propicien la permanencia de humedad. En estos lugares – denominados vegas – crecen escasos pastizales compuestos por vegetales de las familias de las ciperáceas y juncáceas. Descendiendo aparecen algunas plantas que representan principalmente a las familias compuestas como caliceráceas, portulacáceas, leguminosas y verbenáceas. Cuando descendemos en altura aparecen algunas especies leñosas, siendo la más común de observar el cuerno de cabra (Adesmia subterranea) que desarrolla poco más de un metro de alto. Toda la flora desarrolla su ciclo vital en forma repentina y por el escaso tiempo en que las condiciones climáticas merman su rigurosidad.

## Fauna
Si en el ítem referido a la flora se decía que las condiciones ambientales adversas para el desarrollo de la vida conspiraban notoriamente contra su abundancia, el mismo criterio puede aplicarse para la fauna. Son pocas las especies que lograron adaptaciones evolutivas para compensar o adecuarse a la carencia de agua, de cobertura vegetal suficiente, bajísimas temperaturas, escaso oxígeno en el aire, el fuerte y constante viento, entre otros factores adversos.
Sin guardar un orden sistemático se hará mención de las principales especies de cada grupo faunístico —dentro de los vertebrados— que habita estas latitudes, teniendo en cuenta también que las condiciones del terreno y el clima hacen dificultoso el relevamiento exhaustivo de la fauna.
El cóndor (Vultur gryphus) que con una envergadura cercana a los tres metros y una estatura que estando posado supera los 90 centímetros es considerada el ave voladora de mayor tamaño, sobrevuela con extraordinaria habilidad los valles y los cerros del área prospectada. Él solo de por sí constituye un elemento de gran atractivo para los visitantes. Continuando con el grupo de las aves es oportuno aclarar que la región altoandina posee varios endemismos como la dormilona cenicienta (Muscisaxicola cinereus) que frecuenta la cercanía de los ríos y arroyos de montaña, el comesebo andino (Phrygilus gayi) con un vistosos capuchón oscuro que contrasta con la parte ventral amarillo-blancusca, el yal plomizo (Phrygilus unicolor), la agachona de collar (Thinocorus orbignyianus), cuyo nombre común hace referencia a la costumbre de “achatarse” contra el suelo y su aspecto recuerda a una paloma, la monterita pecho gris (Poospiza hypochondria). La nómina continúa con la palomita cordillerana (Metriopelia melanoptera), la gaviota (Chroicocephalus serranus ) y dentro de la familia Trochiidae también encontramos un representante que frecuenta los altos cerros de los Andes, el picaflor andino (Oreotrochilus leucopleurus). La nómina continúa con la caminera grande (Geositta isabellina) que suele vérsela en las inmediaciones de la laguna de los Horcones, la dormilona frente negra (Muscisaxicola frontalis), la dormilona chica (Muscisaxicola maculirostris), entre algunas otras especies. 
La mastofauna del área prospectada solo es relativamente abundante dentro del orden de los roedores con varios integrantes de la familia Muridae (Cricetidae para otros autores ) como la laucha andina (Calomys lepidus ) y el ratón andino (Akodon andinus). También entre los roedores se destacan el chinchillón (Lagidium viscacia) y la rata chinchilla (Abrocoma cinerea ). Un lugar relevante lo ocupa el guanaco(Lama guanicoe) cuya capacidad para vivir en terreno escarpados es superior a la de la vicuña, también se encuentran poblaciones del emblemático puma (Puma concolor puma) y de zorro colorado (Lycalopex culpaeus culpaeus) cuyo estatus nacional lo considera próximo a ser vulnerable y figura en el Apéndice II de la Cites.
De la herpetofauna y la batracofauna del Parque Provincial Aconcagua aún no se ha logrado obtener un listado completo por lo que preferimos omitir nóminas aisladas.

## Recursos culturales

### Los habitantes primitivos
Aunque aún permanecen dudas sobre algunos aspectos de los habitantes prehispánicos de la zona de Cuyo, se puede afirmar con suficiente certeza que ya al comienzo del Holoceno el territorio estaba poblado. En este período bandas de cazadores y recolectores no especializados recorrían el actual territorio mendocino. Su instrumental, constituido por un corto número de artefactos muy diferenciados, era fabricado sobre lascas y núcleos y no conocían las hachas de mano ni las puntas de flecha (Rodríguez, 1976). Las excavaciones realizadas por el arqueólogo Humberto A. Lagiglia en los valles de los ríos Diamante y Atuel sirvieron de testimonio para conocer que más tardíamente en la zona indicada ya se utilizaba el hacha y puntas de proyectil bifaciales (estas fueron posteriores al empleo del hacha). Más tarde aún, hacia el 2000 a. C., fecha establecida por registro con carbono 14, se determina la presencia de un grupo distinto a los anteriores y utilizan la llamada Gruta del Indio para fines ceremoniales o funerarios y presumiblemente vendrían de los Andes del sur peruano y del actual territorio de Chile. Hay estudios que hacen referencia a otras culturas prehispánicas que en distintos períodos ocuparon la zona prospectada; en el sector sur por ejemplo, más recientemente, la influencia de la cultura e idioma araucanos ha sido intensa (Serrano, 2000).
En el período hispánico los originarios que ocupaban la zona de Cuyo fueron los Huarpes también conocidos como pegros. Estaban divididos en dos grupos con características distintas. Los huarpes de San Juan hablaban una lengua llamada allentiac y los mendocinos un codialecto llamado millcayac (Salvador Canals Frau, 1986).
El idioma de los huarpes es hoy conocido gracias a los textos elaborados por el padre Valdivia y a grandes rasgos se puede referir que los del sector occidental, o sea que ocupaban en territorio del Parque Provincial Aconcagua, eran agricultores en escaso grado pero utilizaban irrigación artificial; como armas usaban el arco y la flecha y no fueron un pueblo guerrero. En cuanto a la vestimenta, según dice el padre Ovalle, vestían con buenas prendas y los hombres utilizaban como distinción de su sexo una vestimenta similar a lo que hoy conocemos como camiseta. Las mantas y las prendas tejidas también componían su indumentaria.

## Expansión incaica
El ingreso de los incas al actual territorio argentino tuvo lugar a mediados del siglo XV, produciéndose por el noroeste y llegando, en su extremo austral, aproximadamente hasta el territorio mendocino. En los primeros momentos esta expansión no parece haber tenido como objetivo preponderante intereses económicos o estratégicos definidos, sino a un conjunto de motivaciones corporativas de sectores dominantes de la sociedad cuzqueña (Tarragó, 2000). Esta ocupación abarcó menos de un siglo, de acuerdo con la cronología aceptada. Sin embargo, en este breve período, la impronta sociocultural del Imperio Inca fue significativa. En primer lugar el legado de la lengua quichua que se impuso en vastas zonas del noroeste argentino, una cerámica de excelente factura y fina terminación, en la zona andina se percibió el empleo del bronce de cobre y estaño en lugar del de cobre y arsénico utilizado previamente, amén de sistemas innovadores de cultivo y caza, entre otros muchas cosas.
En el área del Parque Provincial Aconcagua el hallazgo, hasta el momento, más importante atribuido al inca fue el de una momia perteneciente a un joven. Una expedición realizada en 1985 por integrantes del Club Andinista de Mendoza encontró gruesos muros de pircas y un fardo funerario. Dieron intervención inmediata al Instituto de Arqueología y Etnología de la Universidad Nacional de Cuyo quienes junto con investigadores de CONICET y otras instituciones programaron enseguida una expedición para rescatar el hallazgo. Al momento del desenfardo constataron que se trataba del cuerpo de un niño de 7 u 8 años de edad, sexo masculino y con rasgos muy armónicos y data de unos 450 años a. P. También hubo hallazgos de elementos varios pertenecientes a la cultura Huarpe.

## Epopeya emancipadora
Sin lugar a dudas, el mayor valor cultural – al menos desde el punto de vista de la historia contemporánea – que tiene la zona de los Altos Andes próxima al área del Parque Provincial comentado es el cruce del cordón montañoso más largo del mundo por parte del ejército argentino al mando del General José Francisco de San Martín a mediados de enero de 1817. Prestigiosos estrategas militares consideran a este emprendimiento como una proeza desde el punto de vista estratégico y humano, por cuando en algunos sectores tuvieron que transitar por los 3000 msnm, como fue el caso del ala del ejército que condujo el General Juan Gregorio de Las Heras, a través del paso de Uspallata, donde la resistencia física y el temple del espíritu tuvieron que ser óptimos para sobrellevar las inclemencias del tiempo, el aire con menos oxígeno, una cuantiosa carga de artillería, víveres y enseres de todo tipo y cerca de 20 días de marcha por caminos sumamente dificultosos. 
El General José Francisco de San Martín cruzó por el Paso de los Patos, algo menos accidentado pero más largo que el antes mencionado, y el 12 de febrero del aludido año triunfaba en la batalla de Chacabuco contra el ejército realista. Simultáneamente ese día tres escuadrones más que cruzaron por pasos distintos tomaban exitosamente poblados de Chile ocupados por los españoles. Con estas operaciones ya se había avanzado enormemente en la liberación de Chile.

## La conquista del coloso

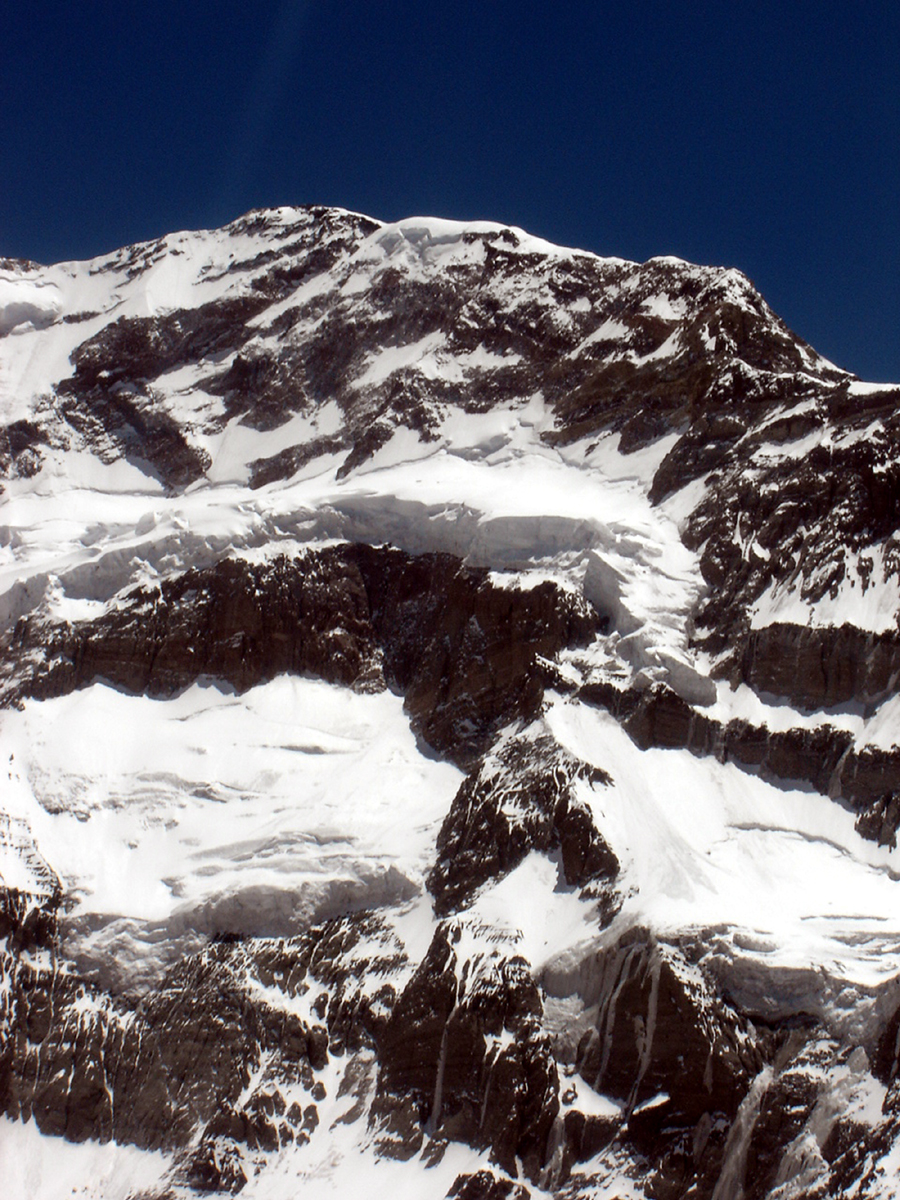
Cumbre del Aconcagua vista aérea desde un helicóptero.

Desde tiempos muy remotos el ansia de alcanzar la cima del cerro más alto de América invadió el espíritu de exploradores, científicos y deportistas. Ya en 1833 el alemán Paul Gussfeldt con poquísimos elementos desde todo punto de vista – cartografía inexacta, indumentaria precaria, falta de datos preexistentes de otras expediciones – logra alcanzar los 6560 msnm y con esta hazaña sienta las bases del andinismo. 
Años después, en 1896 una importante expedición dirigida por el científico inglés Edward Fitz Gerald busca una ruta distinta a la emprendida por Gussfeldt e ingresando por el Valle de las Vacas, en territorio argentino, busca el pie del cerro pasando por Puente del Inca y luego por el Valle de los Horcones, encontrando de esta manera la ruta más propicia que se utiliza actualmente. 
En 1897 un integrante de la segunda expedición de Fitz Gerald, el suizo Mathías Zurbriggen el día 14 de enero hace cumbre por primera vez en la historia del Aconcagua. Cuatro semanas después en compañía de Stuart Vínes y Nicolás Lanti, vuelve a alcanzar la cima por segunda vez.
El primer argentino en llegar a la cumbre del Aconcagua fue el Teniente Nicolás Platamura, formando parte de una expedición italiana, el 8 de marzo de 1934. Hasta el año 1946 la cima había sido alcanzada unas veinte veces por expedicionarios de distintas nacionalidades entre las que cuenta la primera exploración íntegramente argentina en el año 1942. En 1949 tuvo lugar la primera conquista femenina realizada por Adriana Bance. 
Cerramos la crónica de los muchísimos intentos y logros por alcanzar la cima del “Centinela de Piedra”, haciendo mención a la expedición del año 1954, compuesta por varios franceses dirigidos por René Ferlet, que se abrieron paso por la muy dificultosa pared sur, en la que existen desniveles de 3000 metros que hay que superarlos con sistemas de escalada artificial porque es una compacta masa de hielo y piedra.
Por todo lo expuesto en este apartado referido a los recursos culturales del Parque Provincial Aconcagua no quedan dudas de que el legado histórico del mismo es sumamente valioso, constituyendo el Aconcagua un hito y un emblema de argentinidad.

## Alternativas turísticas
Las posibilidades que ofrece el área son múltiples y van desde un simple pic-nic contemplando el fascinante paisaje hasta la escalada al cerro Aconcagua. Pero dada la diversidad de lugares y las estrictas normas que deben cumplir los visitantes, dividiremos el trabajo en dos partes: primero se comentará lo concerniente al turismo convencional y en segundo lugar al turismo deportivo, o sea el andinismo.

## Áreas del parque

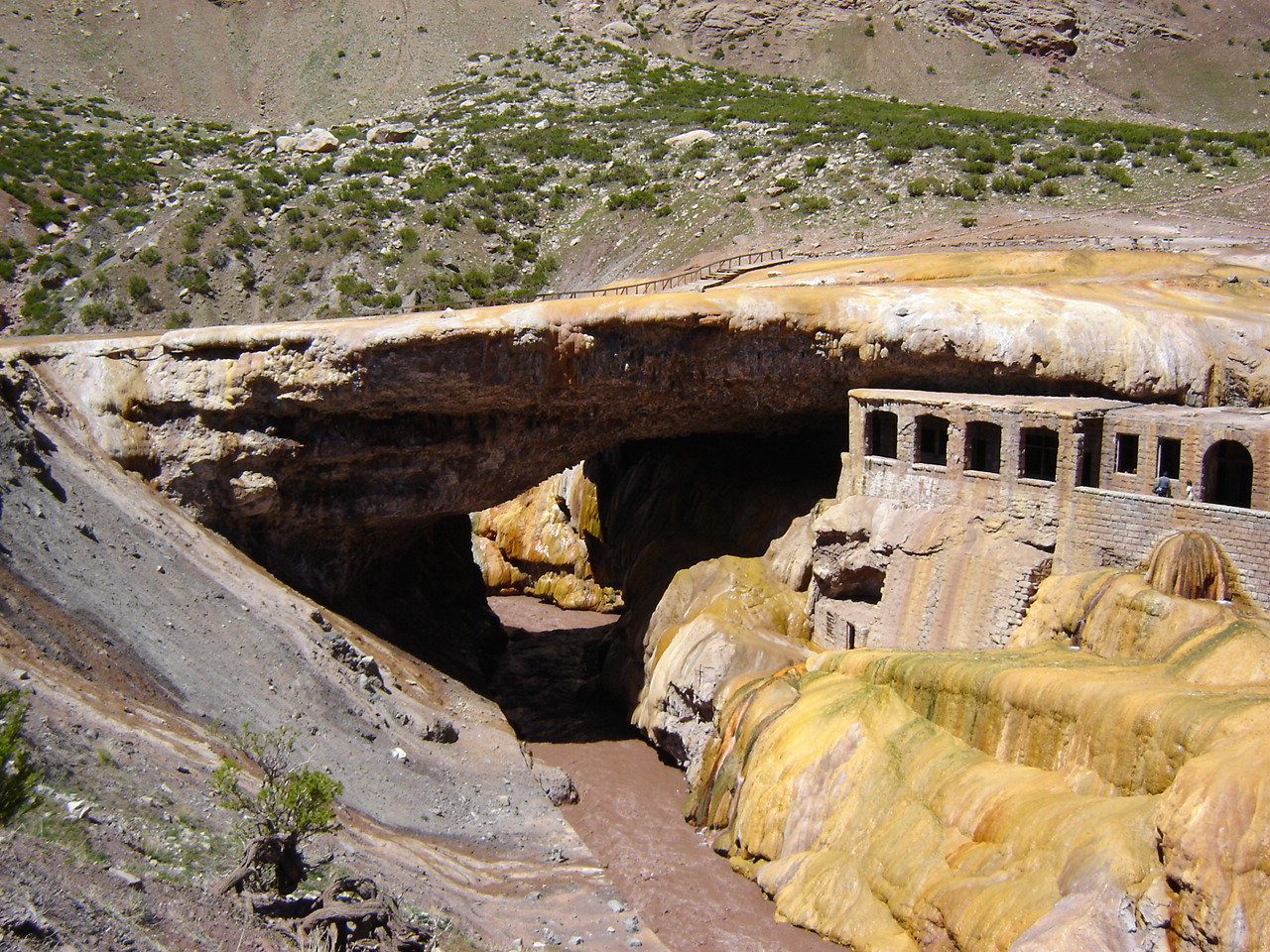
Puente del Inca, cerca de la entrada del Parque Provincial Aconcagua.

El parque es una unidad compuesta de dos áreas cuyos visitantes realizan actividades bien diferenciadas:

### Valle de Horcones
Acceso Horcones

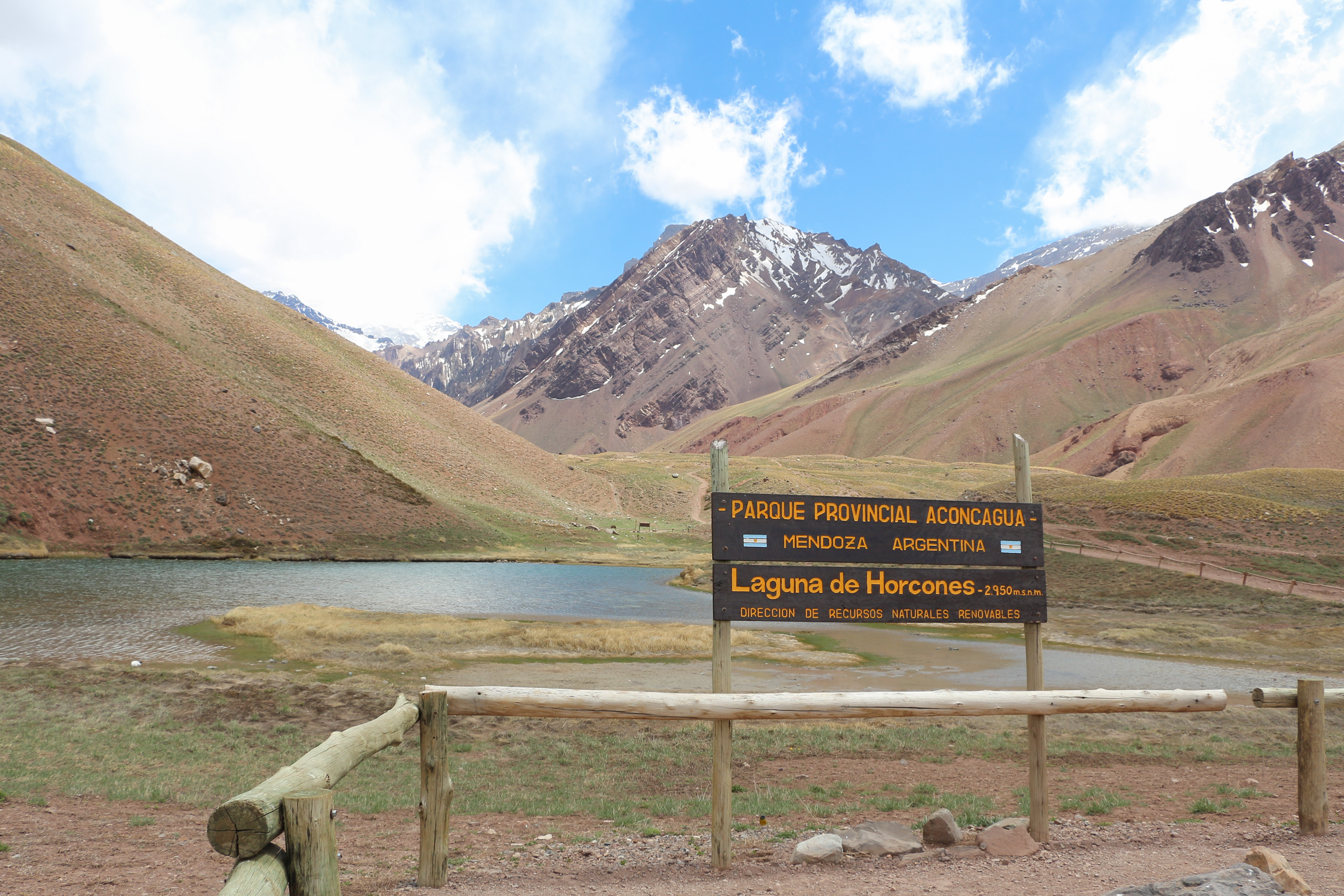
Laguna Horcones.

A poca distancia de Puente del Inca, es la ruta más transitada. Por aquí ingresan los andinistas. En su inicio se ubica la Seccional de Guardaparques "Horcones", Jefatura Central del Parque, Desde esta seccional se coordinan las actividades de manejo del Parque, control de ingreso de andinistas, evacuaciones y rescates, logística general de las seccionales Guardaparque ubicadas en los campamentos base. Por esta ruta se llega a Plaza de Mulas, 4.300 msnm, y a Plaza Francia, 4200 msnm, en la base de la Pared Sur. El campamento intermedio se denomina Confluencia (3300 msnm) y se encuentra a 4 h de marcha desde Horcones.
Comprende toda el área del Valle de los Horcones desde la RN 7 (límite sur) hasta la confluencia del río Horcones y el arroyo El Durazno (límite norte), y por el Este, la margen derecha del Río Horcones. Hacia el oeste asciende hasta el filo principal del Cerro Agua Salada.
En este valle se encuentra la infraestructura necesaria para la recepción de visitantes y el control y operación del parque. Esta área está destinada a las actividades turísticas de esparcimiento en general, de recreación y observación.
Hay un sendero autoguiado  de interpretación alrededor de la Laguna de Horcones y un mirados de la Pared Sur.
Cuenta con paisajes sobresalientes indicados con la cartelería respectiva, que permite a los turistas realizar tomas fotográficas, observación de fauna y flora, caminatas y demás actividades recreativas relativamente intensas.
A partir del año 2008 funciona en el ingreso al Parque el Centro de Informes "Alfredo Magnani" en el cual los visitantes pueden recibir información general del área y de las diversas modalidades de ascenso.
El uso de esta área está reglamentado de acuerdo a las siguientes pautas en las se señala lo que está permitido realizar:
Está permitido:
El ingreso  de vehículos al Valle de Horcones, llegando solo hasta la playa de estacionamiento habilitada, y circulando solo por los accesos habilitados. El ingreso en bicicleta de solamente hasta la Base Operativa Horcones.
La utilización de los senderos de interpretación y de vistas escénicas, indicados con la cartelería respectiva.
La realización de “pic-nic”, frente a la seccional Guardaparque, en las cercanías del estacionamiento o en el área designada al efecto por el Guardaparque.
El ingreso de ganado mular exclusivamente para el traslado de cargas y cabalgata, y solo por los senderos autorizados, 
Está prohibido:
La portación y tenencia de armas de fuego y /o explosivos.
Dañar la flora, cortar flores y/o dañar o molestar o extraer fauna silvestre.
La recolección y extracción de material perteneciente a la flora, fauna, yacimientos arqueológicos y minerales.
La circulación y/o estacionamiento de vehículos terrestres, a combustión y/o tracción a sangre en todo el Parque excepto en los lugares expresamente autorizados.
La introducción de especies de la fauna y flora exóticas.
Circular a campo traviesa o estacionar fuera de los sitios expresamente autorizados.
Encender fuego, quemar o extraer flora nativa.
Realizar deposiciones fecales fuera de los baños. 
Arrojar residuos o escombros.
Arrojar cualquier tipo de producto que pueda contaminar el agua, la tierra o el aire. 
La inscripción, pintada o grabado de leyendas  o grafitis.
Toda otra actividad que pueda dañar el medio ambiente, o que no esté expresamente autorizada.
El parque no cuenta con zona habilitada o servicios para el acampe en el Valle de Horcones, por lo que los visitantes pueden utilizar los camping habilitados en la zona de Puente de Inca.

### Cerro Aconcagua

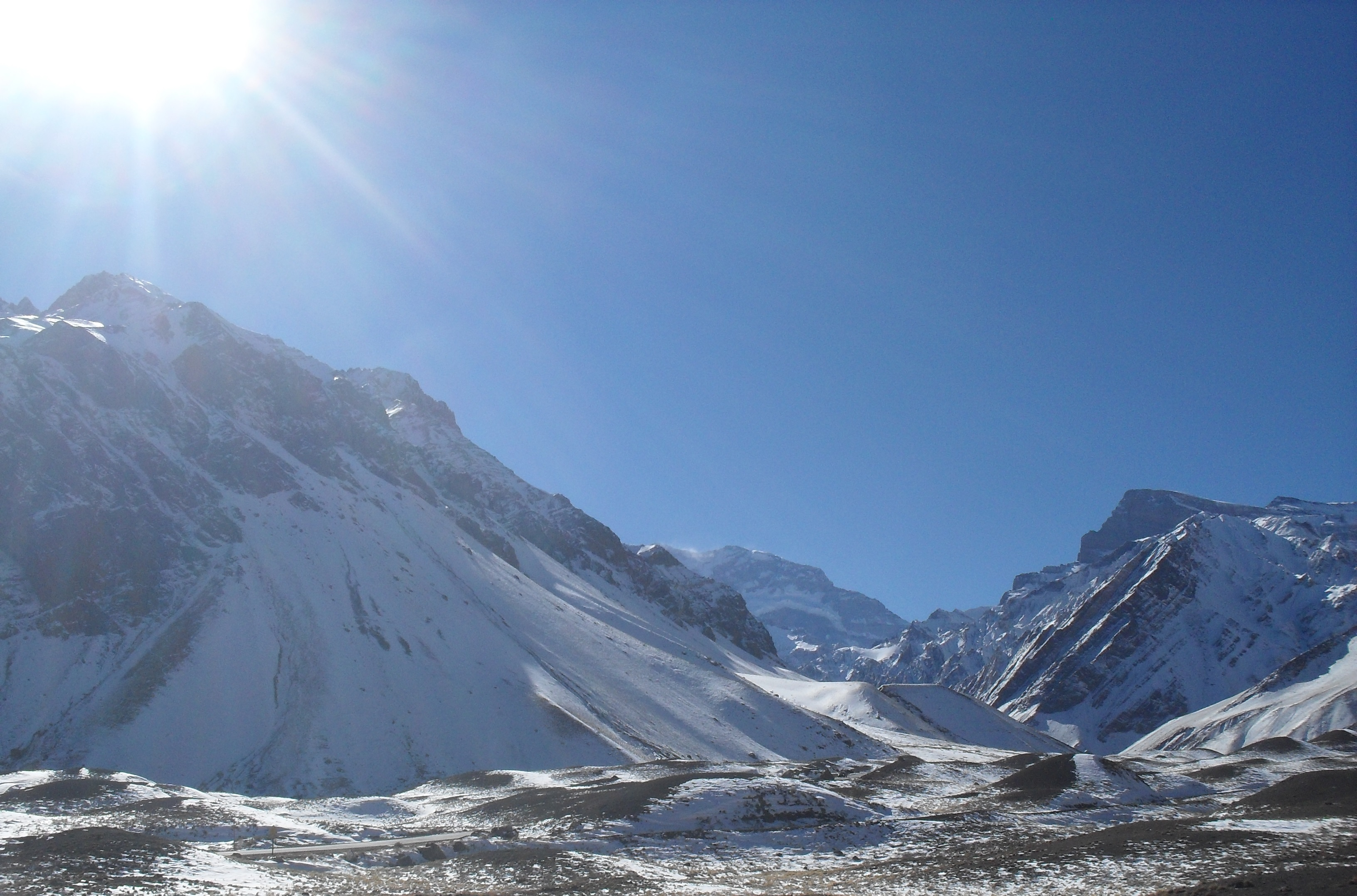
Vista del Aconcagua desde el mirador en la entrada al parque

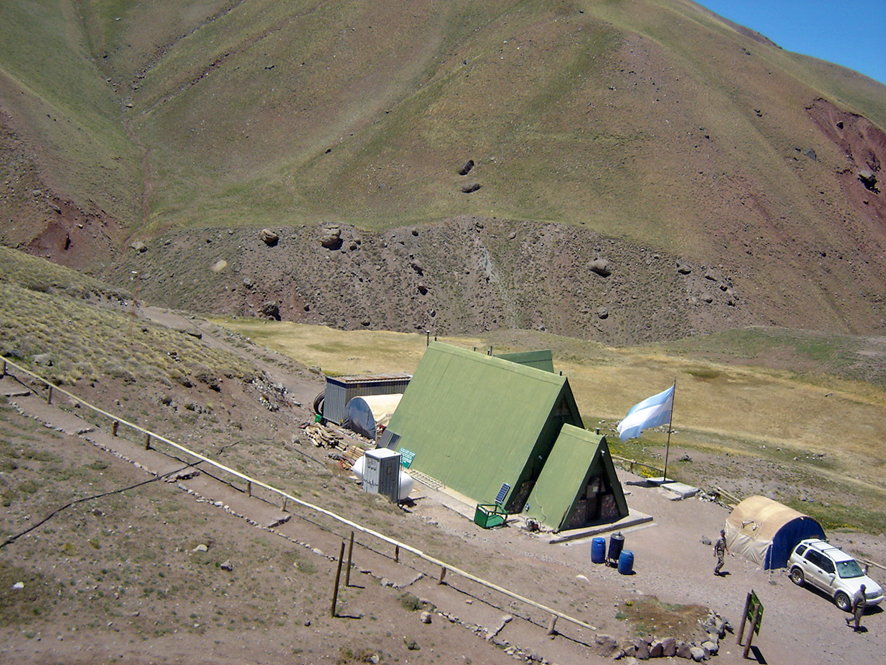
Estación de guarda parques de la entrada del Parque Provincial Aconcagua.

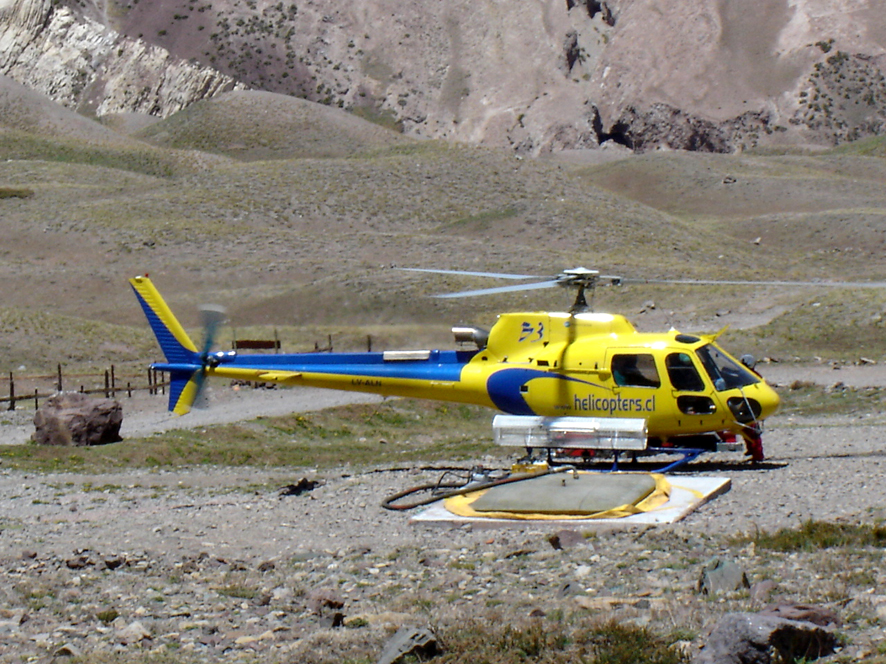
Helicóptero de rescate disponible para los andinistas en la estación de guarda parques.

Área destinada a la recreación y a todas las actividades deportivas, ascensión y senderismo.
Se pueden realizar campamentos y actividades educativas en general. Dentro de esta área encontramos distintos campamentos destinados al uso del turismo es general o exclusivamente para andinistas.

### Rutas de acceso
Son sendas utilizadas para la circulación por los andinistas y por el ganado equino y mular que realiza el transporte de equipos y carga desde el ingreso al Parque hasta los campamentos de aproximación y campamentos  base. La ruta de acceso principal, utilizada por la mayoría de visitantes es la del Rio Horcones.
Acceso Río Vacas:
Por esta ruta ingresan los andinistas que intentan el ascenso por el Glaciar de los Polacos. Es más larga que por Horcones y se llega a Plaza Argentina, Campamento Base que se encuentra al pie del glaciar, a 4200 msnm. A pie son tres días, y sobre la ruta se encuentran los campamentos intermedios de Pampa de Leñas y Casa de Piedra.
1.	No se permite arrojar o depositar basura, todos los residuos deben ser evacuados por los excursionistas.
2.	Se podrá subir con mulas hasta los Campos Base, para la evacuación de residuos, transporte de materiales, evacuaciones, transporte de personal y para el servicio de los andinistas.
3.	No se permite el ascenso de ganado mular o caballar a los campamentos de altura.
4.	Solo se permitirá el ascenso de animales de carga o silleros a los campamentos de altura, (por encima de los 4.200msnm.), en casos excepcionales, para realizar tareas de limpieza y evacuación de residuos  y para el traslado de materiales para la construcción  o reparación de refugios, previa Resolución de la Autoridad de Aplicación.
5.	No se permitirá el ingreso de motocicletas o bicicletas.
6.	No se permitirá el ingreso de arrieros con perros, de detectarse la presencia de perros en los campamentos, deben capturarse y evacuarse del Parque de manera inmediata.
7.	No se permitirá el pastoreo de animales domésticos en todo el ámbito del Parque Aconcagua, las empresas deberán proveer y transportar el alimento para los mismos.
8.	En el caso de animales que se encuentren en tránsito por la Quebrada de Vacas, y que deban pernoctar en los campamentos de aproximación habilitados, (Pampa de Leñas y Casa de Piedra),  podrán pernoctar previa autorización del Guardaparque, el cual  designará un lugar adecuado, alejado de los cursos de agua, vegas o mallines.
9.	En el campamento de Confluencia, bajo ninguna circunstancia se autorizarán el pastoreo y pernocte de ganado durante la noche, debido a la extrema fragilidad de la zona y la cercanía a Puente de Inca. 
10.	No se permitirá la extracción o quema de flora nativa en todo el ámbito del Parque Provincial Aconcagua. Las empresas que deseen realizar “asados típicos” para sus turistas, para sus empleados, o cuyos arrieros necesiten leña para cocinar, deberán proveerlos de la leña necesaria conseguida comercialmente fuera del ANP. 
11.	El acampe de andinistas y arrieros solo esta permitido en los campamentos  habilitados.

#### Campamentos de aproximación
Son los que se encuentran situados en las rutas de aproximación de las Quebradas de Horcones y Vacas, entre la ruta Nacional N.º 7 y los Campamentos Base.
Quebrada de Horcones:
Confluencia (3.500 msnm.) (Campamento habilitado)
A partir de la temporada 05/06 por Resolución N.º 1185/05-DRNR se suspendió el otorgamiento de autorizaciones para operar a nuevos prestadores de servicios en este campamento, en el marco de la Ley N.º 6045, Art. N.º 4, 5 y 56, inciso g), la cual  contempla en su regulación que “la Autoridad de Aplicación podrá emitir distintas resoluciones, a efectos de regular la actividad de los visitantes y operadores de las Áreas Naturales Protegidas en resguardo de las mismas”.
Ibáñez: (Campamento no habilitado). 
Se encuentra al final de Playa Ancha a 3.800 msnm solo se utiliza en casos de emergencia debido a la escasez de agua y exposición al viento, no hay refugio ni servicios en este sitio.
Plaza  de Mulas Inferior / Colombia: (Campamento no habilitado). Se encuentra ubicado en la base de la “Cuesta Brava” y “Cuesta Amarilla”, históricamente fue el primer campamento base de Plaza de Mulas y desde aquí se iniciaba el ascenso al Cerro Aconcagua. En el lugar se encuentran los restos de un gran Refugio construido por el Ejército y destruido por avalanchas. Solo se utiliza para acampar en casos de emergencia debido a la escasez de agua y cercanía con Plaza de Mulas, no hay refugio ni servicio médico, comunicaciones o Guardaparques en este sitio.
Quebrada del Río Vacas:
Seccional Punta de Vacas (2.400msnm.) Control de ingreso de andinistas y mulares a la Quebrada de Vacas.
Pampa de Leñas (2.850msnm.) Campamento habilitado con control de Guardaparque. 
Casa de Piedra  (3.200msnm.). Campamento habilitado con control de Guardaparques.
En estos dos últimos campamentos se permite el acampe de andinistas y visitantes que realicen actividades de ascenso y/o senderismo en lugares habilitados y determinados por el guardaparque.
El Guardaparque a cargo de cada seccional delimitará los sitios para carga y descarga de mulas, como así también el amarre de los animales para que pasen la noche cuando fuere necesario, prohibiendo estrictamente el pastoreo del ganado dentro del Área Protegida, y el corte o quema de flora nativa.

#### Campamentos Base
Son las áreas destinadas al asentamiento de los andinistas que van a intentar la cumbre por las diferentes Rutas de Ascenso al cerro y de campamentos de los prestadores de servicios que les brindan asistencia.
Los Campamentos Base  habilitados son los siguientes:
Plaza Francia (4.200msnm.):
Inicio de la ruta de ascenso a la Pared Sur. No existe ninguna infraestructura, servicios ni control permanente de Guardaparques, solo está demarcada la zona de acampe. El control de los Guardaparques se realiza en forma periódica de acuerdo a la afluencia de visitantes. 
No tiene campamentos permanentes ni se asientan en ella prestadores de servicios, solo se autoriza el acampe de las expediciones que intentan ascender por la Pared Sur, las cuales son reducidas en número y en integrantes, y deben cumplir el protocolo establecido en el Capítulo 6, Punto 6.6 de este  reglamento.
Los visitantes que realizan actividades de senderismo no suelen llegar hasta este lugar, ya que no constituye un buen sitio para admirar la Pared Sur, por lo que llegan solo hasta el sitio conocido como "Mirador", ubicado 1 hora de marcha antes de este campamento.
El control y la limpieza de este sendero y los lugares de acampe la realizan los Guardaparques de Confluencia periódicamente, de acuerdo a la cantidad de visitantes registrados, o en operativos especiales dispuestos por el Jefe Seccional o de Área.
Plaza de Mulas (4300 msnm.): 
Inicio de la ruta normal y sus variantes, en este campamento se concentra el mayor número de visitantes para ascenso, se encuentra dividida en tres áreas:
Plaza de Mulas Superior: La única instalación del lugar es un antiguo Refugio Militar considerado patrimonio histórico del Parque. No se autoriza el acampe en la zona aledaña al refugio debido al peligro potencial de avalanchas determinado e informado por las autoridades competentes. 
Campamento Plaza de Mulas actual: Ubicada en la morena siguiente hacia el norte de la histórica ubicación de la antigua Plaza de Mulas Superior, y trasladada durante la temporada 1994-95.
Este campamento cuenta con control Guardaparques, Servicio Médico, y Patrulla de Rescate, cuenta con helipuerto para evacuaciones y logística.
Toda la superficie apta para acampe se encuentra parcelada, y se asignan las distintas parcelas a prestadores de servicios y andinistas que desarrollan sus actividades dentro del Parque.
La superficie de las parcelas y la asignación de esta son determinadas por la DRNR.
Campamento Plaza de Mulas Nuevo y Refugio Plaza de Mulas: Se encuentran ubicados aproximadamente a 45 minutos de marcha, al Oeste del Campamento Base de Plaza de Mulas actual. El predio que rodea el Hotel será utilizado como Campamento Base único y oficial de la Ruta Normal a partir de la temporada 2018-2019, y todos los servicios con los que hoy cuenta el campamento actual, serán trasladados a este sector.
En esta zona se encuentra un helipuerto para evacuaciones y logística. 
En este lugar  se ubica también la base operativa de la Patrulla de Rescate de la Policía de Mendoza. 
Este movimiento y cambio de lugar del mencionado campamento base responde a que el actual emplazamiento recibe aproximadamente el 67% de los andinistas que ingresan al ANP, lo que genera una serie de actividades que impactan directamente sobre la superficie del ambiente glacial, las cuales, a pesar de implementarse parcialmente buenas prácticas ambientales, las mismas no garantizan la salubridad del ambiente. 
La actual localización de este campamento está dentro de los alcances de la Ley Nacional N°26.639, la cual protege a los glaciares como “reservas estratégicas de recursos hídricos”; lo que supone establecer lineamientos de gestión ambiental orientados a la protección de estos cuerpos de hielo con base en criterios de sustentabilidad, conservación y cumplimiento de los objetivos de la Ley Provincial N.º 4.807 de creación del Parque Provincial Aconcagua y la ley citada de protección de glaciares.
Plaza Argentina (4.200msnm.): 

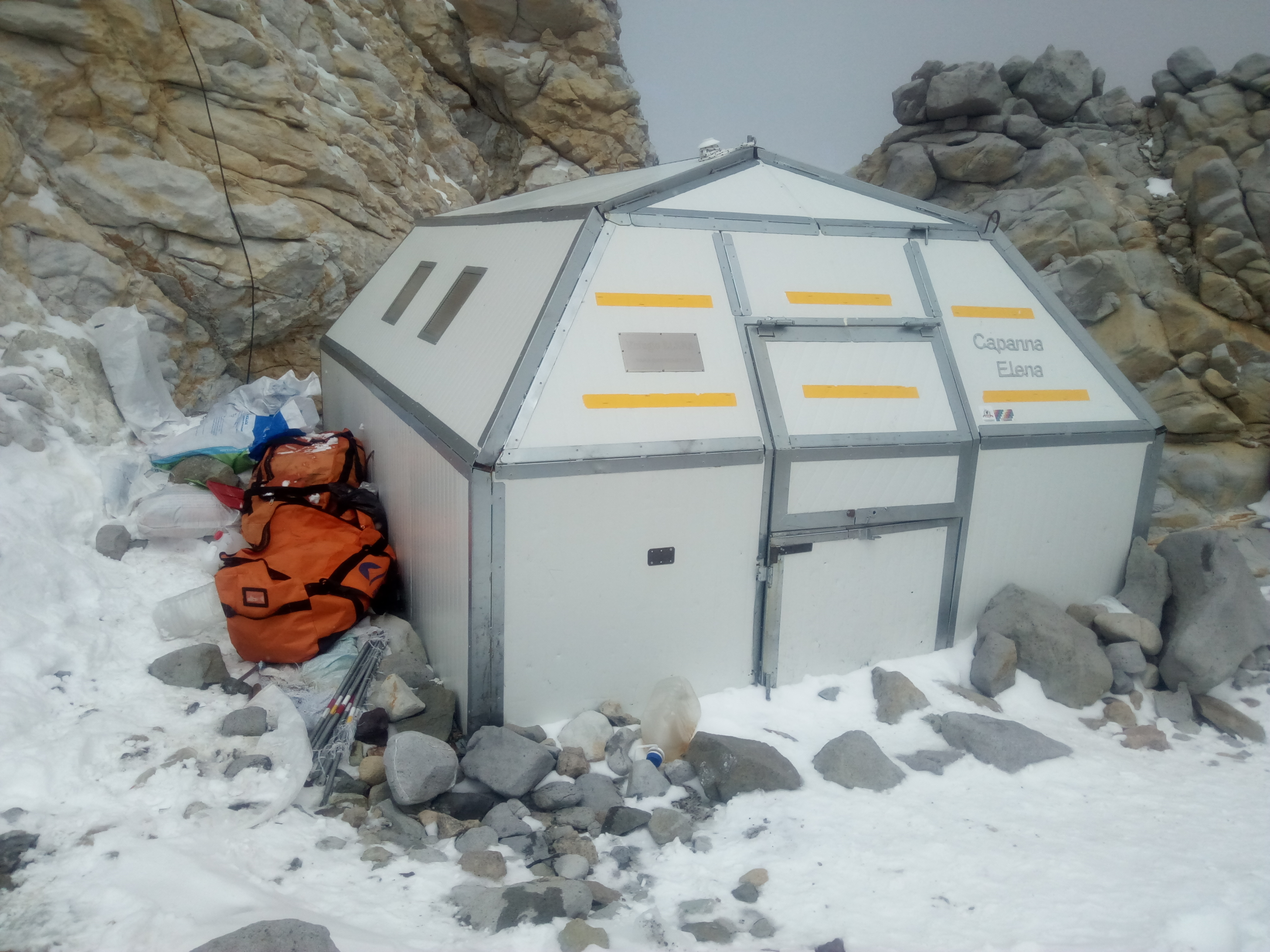
Refugio Elena Plaza Cólera Foto Guardaparque A Barreda

En este campamento no hay infraestructura excepto la Seccional de Guardaparques y del servicio Médico. 
La superficie de las parcelas para los prestadores de servicios  y la asignación de esta serán determinadas por la DRNR.
Cuenta con control permanente de Guardaparques, Servicio Médico y helipuerto.

#### Campamentos de altura
Son sitios habilitados para acampar durante el ascenso al cerro, poseen  por lo general lugares reparados de los fuertes vientos y neveros para la provisión de agua para consumo.
Ruta Normal o Noroeste:
Se encuentran habilitados los campamentos de altura: 
- Plaza Canadá (4.910msnm.)
- Cambio de Pendiente (5.200msnm.)
- Nido de Cóndores (5.380msnm.)
- Berlín (5.780msnm.)
- Plaza Cólera (6.030msnm.)

 Ruta del Glaciar de los Polacos: 
Se encuentran habilitados los campamentos de altura: 
- Campo I  (4.900msnm.)
- Campo III Guanacos (5.300msnm)
- Campo II (5.800msnm.)

Si bien se utilizan los mismos campamentos de altura, esta ruta tiene tres variantes:
- Ruta Directa del Glaciar de los Polacos
- Ruta “Falso Polacos”
- Travesía Polacos - Ruta Normal

Normas para el uso de los campamentos de altura
1. Las expediciones organizadas y guiadas  por empresas locales y/o guías nacionales deberán contar en los campos de altura con “Carpas Baño” para el uso de sus clientes y deberán gestionar  el descenso de la materia fecal y demás residuos generados por sus clientes.
2. En el caso de andinistas o expediciones que asciendan con un Tour Leader extranjero, serán estos los responsables de controlar el descenso de la materia fecal de sus clientes así como el resto de los residuos generados.
3. Los depósitos instalados por empresas locales deberán estar rotulados identificando el nombre de la empresa y contenidos en tambores plásticos cerrados.
4. Los depósitos de altura dejados por andinistas particulares deberán estar correctamente cerrados en bolsos  rotulados con nombre, número de permiso y fecha, de lo contrario el guardaparque los considerará basura y se descenderán en las campañas de limpieza.
5. No se autorizará el acampe de andinistas en sitios no habilitados como campamentos.
6. Los andinistas no podrán abandonar residuos, mercadería ni materia fecal en los campos de altura, al momento del descenso a los campos base deberán concurrir al Guardaparque el cual certificará el descenso de los residuos.
7. Los Guardaparques determinarán zonas habilitadas para orinar en los campos de altura.

### Rutas de ascenso

#### Ruta Normal o Noroeste
Esta Ruta no presenta serias dificultades técnicas, pero hay que tener en cuenta los temporales propios de alta montaña y los efectos del Mal Agudo de Montaña y el Edema de Altura., por lo que deben respetarse las normas aclimatación y  de seguridad en áreas inhóspitas y no exponerse a riesgos innecesarios.
En todos los casos es necesario el uso de carpas, puesto que todos los refugios solo pueden utilizarse para casos de emergencia, y rescates.
Sobre esta ruta actúa la Patrulla de Rescate de la Policía de Mendoza desde el Campamento Base de Plaza de Mulas.

#### Ruta del Glaciar de los Polacos
Esta Ruta parte del campamento Base Plaza Argentina y se asciende en dirección oeste-noreste.
En esta ruta no se presentan frecuentes problemas de “mal de altura” debido a que la aproximación insume 5 o 6 días desde el ingreso al parque por Punta Vacas y el ascenso es lento, lo que permite una buena aclimatación.
Si bien se utilizan los mismos campamentos de altura, esta ruta tiene tres variantes:
•	Ruta Directa del Glaciar de los Polacos
•	Ruta “Falso Polacos”
•	Travesía Polacos - Ruta Normal

#### Ruta de la Pared Sur o Francesa
Las rutas de la Pared Sur son consideradas de alto riesgo y no opera en ellas la Patrulla de Rescate debido a la extrema dificultad técnica. En esta ruta no se establecen campamentos habituales fijos y, por lo tanto, se utilizan para pernoctar lugares que no estén expuestos a los derrumbes y las avalanchas.
Las rutas del Glaciar de los Polacos y de la Pared Sur, son consideradas de alto riesgo. Eventualmente la Patrulla de la Policía puede efectuar algún rescate en la ruta del Glaciar de Polacos, pero no en la Pared Sur, debido a la extrema dificultad técnica.

#### Ruta de la Vieja Alta o Plaza Guanacos
Esta ruta se cerró al ingreso turístico a partir de la temporada 2006/2007, está geográficamente muy alegada del ingreso al Parque. Carece de los sistemas de seguridad permanente implementados en el resto de los Campamentos Base (guardaparques, servicio médico, prestadores de servicios, comunicaciones, etc.).

## Gestión de Residuos
Desde el año 1990, luego de una limpieza histórica del Parque, llevada a cabo por los clubes de montaña, con al apoyo de la Dirección de Recursos Naturales Renovables,  se instrumento un sistema de control y seguimiento de la generación y evacuación de residuos generados por los andinistas, y mantener la limpieza general del Parque. Desde que se instrumento el sistema se han evacuado más de 730.000 kg de residuos comunes, en su mayoría transportados por los prestadores de servicios, quienes se hacen cargo de las basura generada por sus clientes y la asistencia de los Guardaparques que controlan y retiran la basura recolectada en las tareas de limpieza general. 
El Reglamento de Uso del  Parque establece lo siguiente:
1.	En el puesto de control de ingreso se proveerá a los andinistas de una bolsa de polietileno individual, numerada a cada andinista, las que deberán ser devueltas al egreso del Parque,  conteniendo los residuos producidos.
2.	Cuando los andinistas deleguen la evacuación de los residuos a los prestadores de servicios, tendrán que presentar la constancia de la aceptación en el permiso de salida, firmada y sellada, y el prestador será responsable de esta bolsa hasta su evacuación del Parque.
3.	En caso en que el andinista llegue a las Seccionales Horcones o Punta de Vacas de salida, sin la bolsa de residuos y sin la constancia del prestador de servicio responsable de evacuar sus residuos, se le labrará el acta correspondiente y se le cobrará de manera inmediata la multa contemplada en el régimen de sanciones. 
4.	Al momento de iniciar el ascenso desde los campos base a los campos de altura, el Guardaparque entregará una bolsa numerada para el depósito de materia fecal la cual deberá ser descendida por el andinista y depositada en el contenedor habilitado al efecto.
5.	Al descender de los campos de altura el andinista deberá entregar el Guardaparque en Plaza de Mulas o Plaza Argentina los residuos generados en los campos de altura (MF y residuos comunes), y el guardaparque procederá a certificar este acto en el permiso de salida.
6.	Al realizar el Check Out y comenzar el descenso de los andinistas  de los campos base de Plaza de Mulas o Plaza Argentina el guardaparque comprobará que los residuos generados en altura han sido entregados al prestador de servicios y descendidos de los campos de altura.

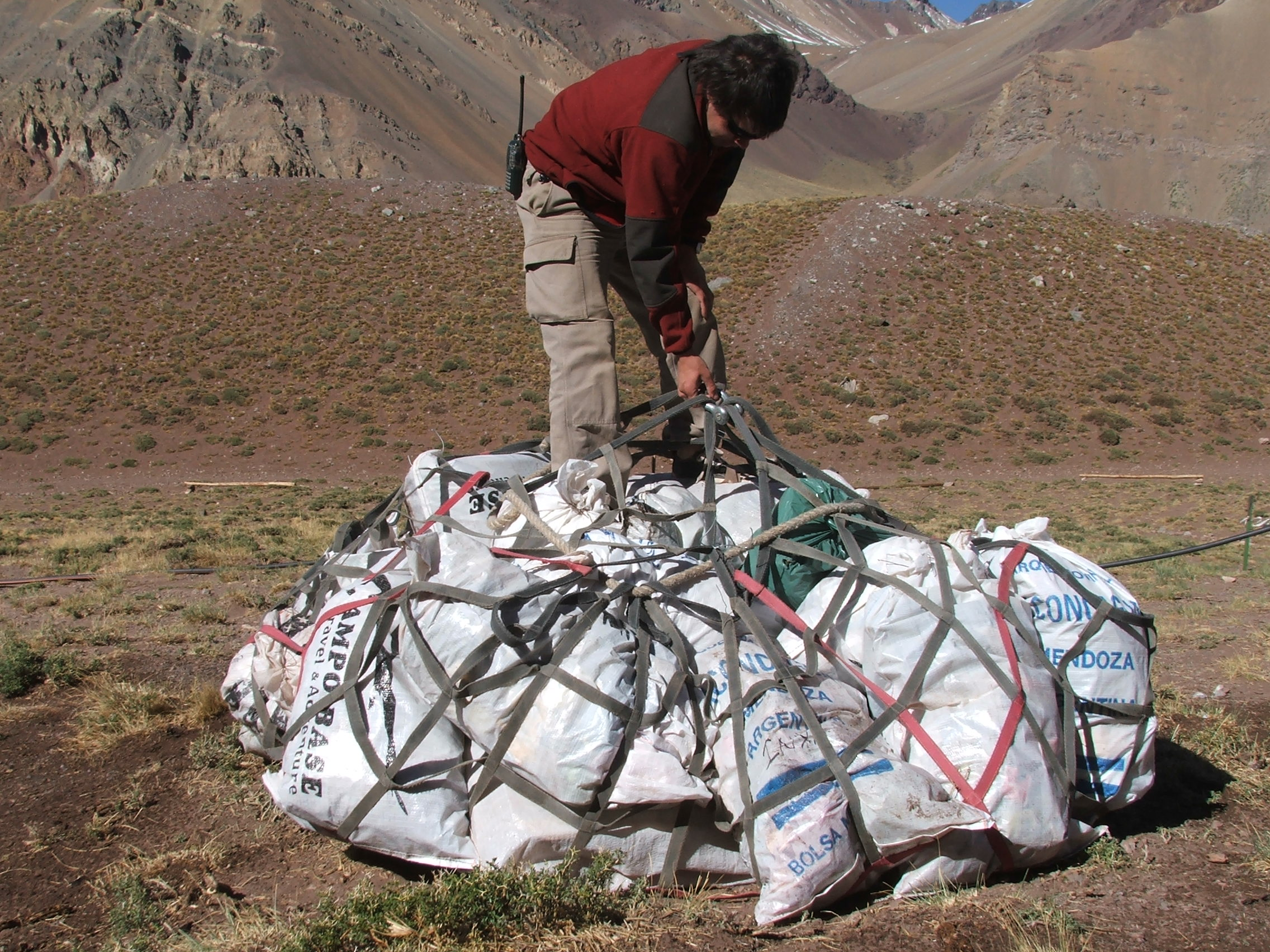
Se retira basura del Campamento Confluencia mediante carga aérea de helicóptero.

### Evacuación de materia fecal[3]
A partir de la temporada 2001- 2002   con la incorporación del helicóptero, se instrumento un sistema de evacuación de materia fecal de los Campos Base hacia las plantas de tratamiento de la Ciudad de Mendoza. Mediante este sistema se evacuaron desde el año 2001 hasta 2019 aproximadamente 514.000 kg de materia fecal.

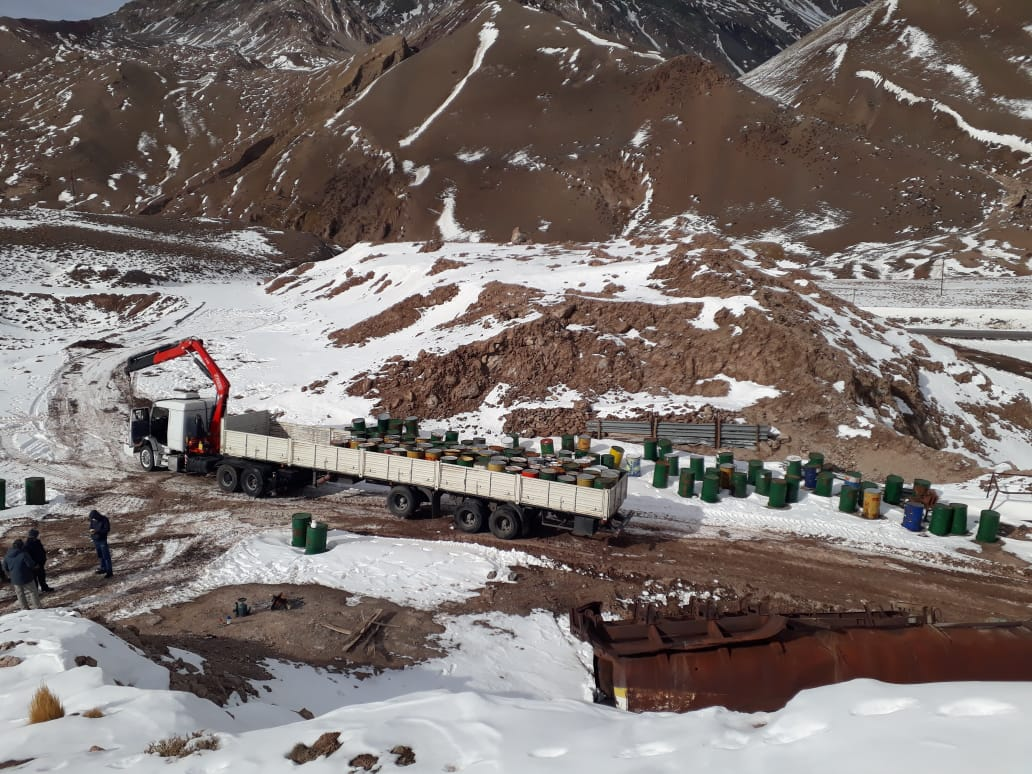
Retiro de tambores de materia fecal desde el Parque Aconcagua a su disposición final.

El costo de la evacuación de estos residuos fue solventado en su totalidad  por la Provincia de Mendoza hasta la temporada 2018-2019, en la cual se instrumento mediante mediante el Decreto 1804/18  que las empresas prestadores de servicios deben hacerse cargo de la evacuación de la materia fecal generada por sus clientes y personal, desde los Campos Base de Plaza de Mulas y Plaza Argentina hacia el lugar de acopio transitorio de Horcones, desde donde se evacuan para su tratamiento y disposición final.

## Fecha e instrumento legal de creación
El 28 de abril de 1983 fue sancionado y promulgado el decreto ley n.º 4807 de la provincia de Mendoza, que dio origen al Parque Provincial Aconcagua y en el mismo se determinan los límites físicos que le otorgan una superficie cercana a las 71 000 ha.

ARTICULO  1.-Constituyese con la denominación de Parque Provincial Aconcagua, el predio fiscal comprendido dentro de los límites que se indican en el artículo 2 de la presente ley y decláreselo zona de reserva total para la preservación de la fauna, flora y material arqueológico allí existente.

Posteriormente, en 1989, el decreto 1034 establece que el Parque Aconcagua será administrado por la Dirección de Recursos Naturales Renovables, con la colaboración de una Comisión Asesora Permanente, integrada por representantes de distintos organismos.
La ley 5463, aprueba la zonificación primaria, propuesta por la Comisión Asesora aludida precedentemente y autoriza al Poder Ejecutivo a conceder por 50 años dos hectáreas en Plaza de Mulas para la construcción de un hotel. 
Luego, otro instrumento legal – el Decreto Provincial 2819/90 – establece varias normativas relacionadas con la regulación del andinismo, fijando aranceles para ingresantes y prestadores de servicios, temporada para los ascensos, sistemas de seguridad y otros ítems vinculados con estos temas, ha sido modificado por diversos Decretos modificatorios, el último de ellos es el Decreto 1804/2018 el cual establece las tarifas vigentes actualmente. La "ley marco" que ordena todo lo vinculado con las áreas naturales protegidas de la provincia de Mendoza es la Ley Provincial N.º 6045.
Las actividades de Uso Público y operativas del parque están reguladas por el Reglamento de Uso del Parque Provincial Aconcagua, aprobado mediante la Resolución 462/2018/DRNR.
El 27 de noviembre de 2019 fue sancionada la ley provincial n.º 9.205 de ampliación del Parque Provincial Aconcagua incorporando la Quebrada de Matienzo con 18.281 has. con lo cual la superficie total del parque es de 83.971 has.

## Cómollegar
A la ciudad de Mendoza se llega desde Córdoba por la RN 20 que luego empalma con la RN 146 y por esta se continúa hasta su intersección con la RN 7, muy próxima a la ciudad de San Luis.
Desde Buenos Aires hay dos alternativas: la Ruta Nacional 7 directamente o la RN 188 – también nacional- hasta San Rafael y desde aquí se toma RN 143 que se fusiona con la RN 40 hasta llegar a la capital provincial. Desde esta se retoma la RN 7 –que cruza la frontera hasta territorio chileno- en dirección a Puente del Inca por una carretera de cómoda circulación que en las proximidades de esta última localidad nos lleva al ingreso al Parque Provincial Aconcagua.

## Problemas de conservación
El Parque no padece uno de los problemas más comunes que afecta a las áreas protegidas como lo es el ingreso de cazadores furtivos . Los visitantes ingresan por la entradas habilitadas para tal fin, por lo que el control, con fines de preservar la seguridad del turista o deportista, es bastante efectivo. Durante mucho tiempo el problema más serio de conservación que afectaba a esta unidad de conservación – casi un flagelo- lo fueron los desperdicios de todo tipo que arrojaban los escaladores de las más remotas partes del mundo. Distintos tipos de medidas que se tomaron durante el transcurso del tiempo no dieron mayores resultados. Actualmente gracias a un bien organizado sistema de controles y multas para los infractores este problema ha sido mejorado sensiblemente. Actualmente se controla el descenso de residuos orgánicos de los campamentos de altura, mediante la utilización de bolsas numeradas personales.
En el Valle de Horcones se ha establecido el Sendero Interpretativo para guiar  a los visitantes y evitar que circulen fuera de la sendas habilitadas  provocando el pisoteo de la vegetación. Se está trabajando en el cierre de vegas de montaña y vallados para mejorar la circulación. 
Actualmente el impacto ambiental más importante lo constituye el ingreso de mulares, cuyo número crece proporcionalmente al ingreso de visitantes. se están estudiando distintas alternativas para mitigar este problema.

## Indicaciones y recomendaciones
Los interesados en escalar el cerro, deben solicitar un permiso previo presentando el Documento Nacional de Identidad para los argentinos, o Pasaporte si se es extranjero. Los Menores de 18  años necesitan autorización especial que debe tramitarse previamente. 
La temporada de senderismo en el Parque comienza el 1 de noviembre, hasta el 30 de abril del año siguiente. El ingreso para ascenso se autoriza desde el 1 de diciembre hasta el 15 de febrero. 
Para obtener información debe dirigirse a la Dirección de Recursos Naturales de Mendoza. 
Es indispensable contar con entrenamiento y el equipo de alta montaña adecuado, así como experiencia en su uso. Se recomienda contar con una empresa prestadora de servicios habilitada para trabajar en el Parque Provincial Aconcagua y con la asistencia de guías nacionales debidamente habilitados.
El control médico es obligatorio en los campamentos de Confluencia, Plaza de Mulas y Plaza Argentina, el médico puede ordenar suspender o demorar el ascenso del andinista y en caso presentar síntomas que pongan en riesgo su vida, ordenar  la evacuación de los andinistas. 
Para intentar el ascenso, es obligatorio ingresar con un seguro o servicio que solvente el costo de evacuación, en caso de ser ordenada por el servicio médico.  
```
Se deben respetar los tiempos  de aclimatación para prevenir los efectos del Mal Agudo de Montaña y el Edema Pulmonar y Edema Cerebral de Altura.
```